# Uniforme de la selección de fútbol de Eslovenia
Aunque la bandera nacional sigue los colores paneslavos (azul, rojo y blanco), el adoptado por la Asociación Eslovena de Fútbol es el verde. Una de las razones alegadas es que el color verde se considera el color de la independencia eslovena, ya que este era el color predominante de los principales partidos separatistas. También es el color más utilizado por los clubes eslovenos y también es el color del tilia, árbol nacional de Eslovenia.

## Proveedor
En el pasado, los patrocinadores del equipo eran Puma, Adidas, Uhlsport y Kappa. Desde el 1 de enero de 2007, el patrocinador ha sido Nike.
| Proveedor | Periodo       |
| --------- | ------------- |
| Adidas    | 1992–1994     |
| Puma      | 1994–1997     |
| Adidas    | 1997–2000     |
| Uhlsport  | 2001–2003     |
| Kappa     | 2003–2006     |
| Nike      | 2007–Presente |

## Evolución del uniforme

### Local
| 1991-1992 | 1992-1994 | 1997-1998 | 1998-2000 | 2000 | 2001 |

| 2001-2003 | 2004-2005 | 2007-2008 | 2008-2010 | 2010-2012 | 2012-2014 |

| 2014-2016 | 2016-2018 | 2018-2020 | 2020-2022 | 2022-2024 | 2024-presente |

### Visitante
| 1991 | 2000-2001 | 2001-2003 | 2003-2004 | 2004-2005 | 2005-2006 |

| 2007-2008 | 2008-2010 | 2010-2012 | 2012-2014 | 2014-2016 | 2016-2018 |

| 2018-2020 | 2020-2022 | 2022-2024 | 2024-presente |

### Combinaciones
| 2000 vs RF Yugoslavia | 2002 vs Francia | 2018 vs Noruega | 2018 vs Bulgaria | 2022 vs Noruega |